# G.Skill
G.SKILL, exactement G.SKILL International Enterprise, est une entreprise taïwanaise fabriquant des barrettes de mémoire vive. Ses produits sont destinés aux surfréquençage, mais elle produit également des barrettes milieu de gamme, ainsi que des accessoires (clavier, souris et casques).

## Histoire
Basée à Taïwan, la société fut fondée en 1989 par des passionnés d'informatique. En 2003 la compagnie a débuté la production de mémoire vive de haute qualité, des produits haut de gamme. Ces barrettes eurent rapidement du succès auprès des overclockers et des assembleurs.
Les produits G.SKILL sont actuellement distribués principalement en Europe, en Amérique du Nord et en Asie.
G.SKILL tente de gagner plus de crédibilité en participant à des tests et à des revues de presse.

## Produits

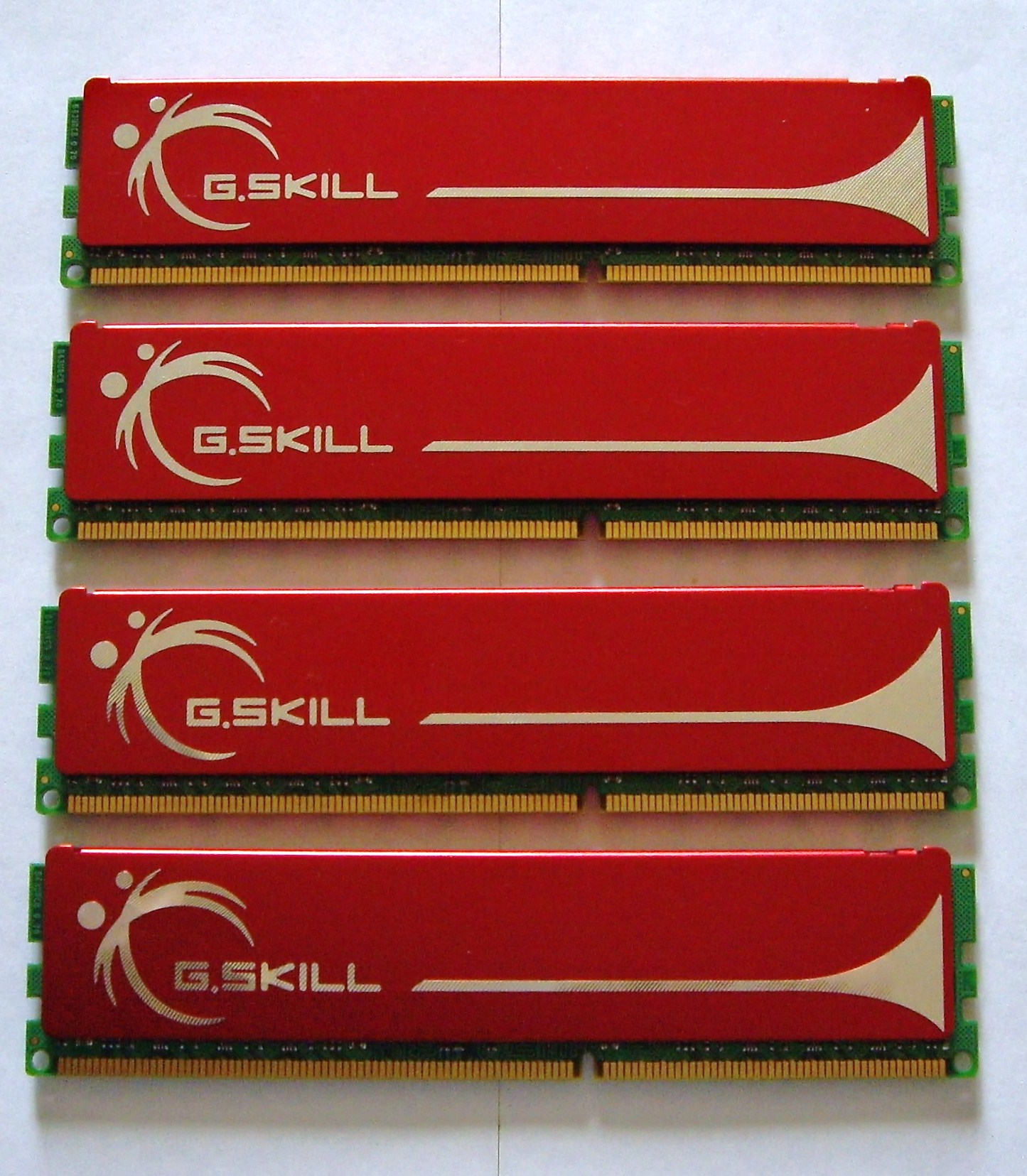
8 Go de RAM DDR3 G.SKILL cadencées à 1600 MHz, en dual channel.

G.SKILL est connue pour son large catalogue de barrettes DDR et DDR2, aux fréquences et timings variés.
Les barrettes de mémoire vive G.SKILL sont souvent disponibles en kits single channel (une barrette) et dual channel (deux barrettes), pour les ordinateurs de bureau et les ordinateurs portables.

Les barrettes sont réparties en deux séries :
- Value Serie : la série d'entrée de gamme et milieu de gamme, pour les utilisateurs courants ;
- Extreme Serie : la série haut de gamme, pour les overclockers et les personnes ayant une configuration nécessitant de la mémoire vive de qualité.

La Extreme Serie est composée de barrettes aux fréquences assez élevées (supérieures à PC3200, donc souvent de la DDR2), aux timings et temps de latence faibles ; ces barrettes sont munies de dissipateurs.
La compagnie a également produit des cartes mémoires aux formats Secure Digital et MultiMedia Card.
Elle a également produit des accessoires (claviers, casques, souris) sous l'appellation RIPJAWS.